# Novoměstská radnice
Novoměstská radnice è il municipio del distretto di Nové Město (città nuova), a Praga.

## Storia
Viene menzionato per la prima volta nel 1377.
Nel periodo tra il 1411 ed il 1418 l'edificio viene ricostruito, in stile gotico, in base alle direttive di Martin Friček e Master Kříž. Rimane visibile, di questo intervento, la sala di ingresso, a doppia navata in stile gotico, che si affaccia sulla Karlovo náměstí.
La torre, che ospita una cappella alla Vergine Maria, è stata costruita nel periodo 1452-1456, ricostruita in stile rinascimentale nel 1521-1526 e, dopo un incendio, nel 1559.
Quando gli attuali sobborghi di Praga si unirono in un'unica municipalità essa rimase la sede della Corte Municipale.
Nel 1806-1811 fu ricostruita in stile imperiale, in base al progetto di K. Schmidt. Di tale ricostruzione rimane la facciata verso via Vodičkova.
La facciata verso Karlovo náměstí è stata ricostruita nel 1905-1906 da A. Wiehl e Kamil Hilbert riprendendo i timpani tardo-gotici/rinascimentali del XVI secolo.
Negli anni 1980 ed anni 1990 l'edificio ha subito ulteriori ristrutturazioni.
È in questo luogo che avvenne la prima defenestrazione di Praga.